# 陶魯
陶鲁（生年不詳—1498年），字自强，廣西鬱林人，陶成之子。明朝軍事人物。

## 生平
廕官授廣東新會縣縣丞。当时，广西瑶族流竄劫掠高州府、廉州府、惠州府、肇慶府，每個月持續攻破城池、殺害官吏。香山縣、順德縣附近，土匪大量出現，新會縣的无赖之徒也群聚響應。陶鲁召集有名望的鄉紳父老說：「贼气吞吾城，不早备且陷，若辈能率子弟捍御乎？」他們都回答同意。便開始建筑堡壘營寨，整治軍備兵器，訓練武技兵勇，以單獨城池防禦賊兵攻擊。修建城牆、挖深濠溝，布置鐵蒺藜、刺竹於外城外，城守大為穩固。賊軍來犯，就分別擊破之。天順七年（1463年）任期屆滿，巡撫葉盛上報陶魯功績，就地升任知縣。隨即以擊破賊軍之功，升廣州同知，仍兼知縣事務。
成化二年（1466年）跟從總督韓雍征討大藤峽。韓雍在軍隊中嚴厲持重，唯獨對陶魯虛心不自滿。用陶魯之策略，就有戰功。其所率領的精兵三百，又稱“陶家軍”，參與的戰鬥中所向匹敵。韓雍呈請擢升陶魯為僉事，專門治理新會縣、陽江縣、陽春縣、瀧水縣、新興縣諸縣軍事。該年冬季，會同參將王瑛於欽州、化州擊破強勢的土匪勢力廖婆保等，大量斬獲，得到聖諭嘉獎辛勞。隔年（1467年），賊軍首腦黃公漢等越來越猖獗，偕同參將夏鑒等在思恩縣、潯州連續擊破之。過不久，賊軍攻陷石康縣，俘擄知縣羅紳。陶魯又與夏鑒率兵追擊至六菊山，擊敗之。兩廣自從韓雍去職、不設總督之後，統兵武官都互相觀望、推諉責任，土寇盜匪更加滋長蔓延。陶魯奏請仍舊以重臣任總督駐紮梧州，獲得採納成為定制。僉事任期屆滿，升任副使。兵部尚書子俊奏陳陶魯撫恤周濟之功勞，獲得賞賜銀幣。
陶魯長期治理軍事。遇到有賊匪劫掠於廣東、廣西，規模大就會剿，規模較小就獨自率軍征討，所向皆捷。賊匪恨之入骨，洗劫陶魯在鬱林的故居，焚燒所得誥命，發掘祖墳，殺害親族。陶魯聞訊大為悲慟。明憲宗下詔改陶魯籍為廣東，補發誥敕，加以慰勞，陶魯因此更加奮發立志討賊。成化二十年（1484年），以征討荔浦瑤族功績，增加俸祿一級。又過九年，升遷湖廣按察使，仍留在兩廣治軍如故。鬱林縣、陸川縣賊首黃公定、胡公明等起事作亂，與參將歐磐分兵五路進討，大破賊兵，摧毀一百三十座賊寨。弘治四年（1491年），總督秦紘排解撫平德慶瑤，進湖廣右布政使。陶魯疏言，身居兩廣而官以湖廣為名，於事務體制不方便，因此改授湖廣左布政使兼廣東按察副使，兼領嶺西道事務。時人稱呼為「三廣公」。十一年（1498年），總督鄧廷瓚奏請封陶魯之子官職，以便統率陶魯所募集的健卒精兵準備征討。於是授其子陶荊民為錦衣百戶。同年，陶魯卒。陶荊民再次奏陳父親功績，於是進封副千戶，世襲。
陶魯善於安撫士兵，多機智計謀，謀定而後戰。建立公署之後，蓋一座亭在其中，不設置橋。夜間則召來部下計議軍事。以小舢舨乘渡其中一人，談話完畢，令其退離。反覆如此數人之後，才挑選其中較適任的參合任用，所以常能得勝算而不泄漏機密。軍中緊急文書不定時送達，陶魯戎裝宿夜戒備，不動聲色。審視認為賊兵有機可乘，便暗中率軍出城，半夜合圍，到清晨通常就已經得勝。縱使賊兵善於偵察，終究不能得知要領。歷官四十五年，始終不離軍事。共計大小數十戰，斬獲首級二萬一千四百餘，奪回被擄掠及撫恤安定復業者十三萬七千餘人，廣東廣西人民倚靠陶魯如同長城一般。然而陶魯領兵不只是崇尚武力，曾經說：「治寇賊，化之為先，不得已始殺之耳。」每次平定叛賊，一律置縣建學校以復興教化。
陶魯最初為縣丞，年紀才弱冠，知縣王重勸勉以學業為重。王重是老成儒者，陶魯遂拜王重為師，向其行弟子禮。每天早晨，講授經史後才處理公事。之後王重卒於任上，陶魯服喪如父喪之禮，且資助王重二個兒子。又尊敬事奉有名儒士陳獻章，陳獻章也敬重陶魯。南宋時陸秀夫、張世傑殉節於崖山，未有建廟祭祀，特為之建祠，向朝廷請示祠額，得賜名為「大忠」。嘉靖初年，陶魯已經逝世三十年，新會人民追思其功德，頌請於朝廷，朝廷賜建祠專祀陶魯。